# 维尔戈泰姆
维尔戈泰姆（法語：Willgottheim，法語發音：[vilgɔtaim] ⓘ）是法国下莱茵省的一个市镇，位于该省西部，属于萨韦尔讷区。

## 地理
维尔戈泰姆（48°40'16"N, 7°30'37"E）面积9 平方千米，位于法国大東部大區下莱茵省，该省份为法国大陆部分最东部的省份，是阿尔萨斯的一部分，今与上莱茵省组成了阿尔萨斯欧洲集体，其南至上莱茵省，西南接孚日省和默尔特-摩泽尔省，西接摩泽尔省，北与德国接壤。
与维尔戈泰姆接壤的市镇（或旧市镇、城区）包括：迪尔宁根、奥恩格夫特、纳加尔坦伊特勒南、朗代尔桑、朗让、罗尔、什内尔赛姆、温策奈姆-科克斯贝格、泽南。
维尔戈泰姆的时区为UTC+01:00、UTC+02:00（夏令时）。

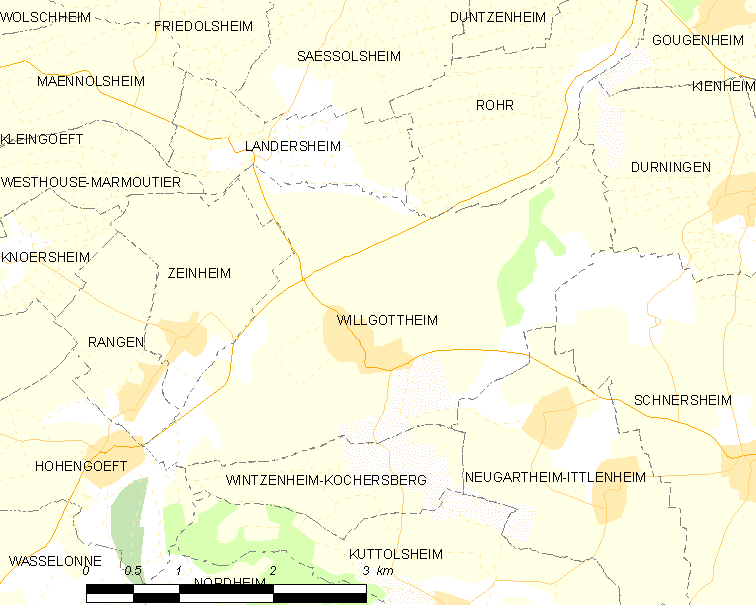
维尔戈泰姆的OSM定位图

## 行政
维尔戈泰姆的邮政编码为67370，INSEE市镇编码为67532。

## 政治
维尔戈泰姆所属的省级选区为布克斯维莱尔县。

## 人口

1962-2008年间维尔戈泰姆人口变化图示

维尔戈泰姆于2022年1月1日时的人口数量为1065人。